# An Bình, Dĩ An
An Bình là một phường thuộc thành phố Dĩ An, tỉnh Bình Dương, Việt Nam.

## Địa lý
Phường An Bình có vị trí địa lý:
- Phía bắc và tây bắc giáp phường Dĩ An
- Các phía còn lại giáp Thành phố Hồ Chí Minh.

Phường An Bình có diện tích 3,43 km², dân số năm 2021 là 79.035 người, mật độ dân số đạt 23.043 người/km².

## Hành chính
Phường An Bình được chia thành 4 khu phố: Bình Đường 1, Bình Đường 2, Bình Đường 3, Bình Đường 4.

## Lịch sử
Trước đây, An Bình là một xã thuộc huyện Dĩ An.
Tháng 3 năm 1977, huyện Dĩ An hợp nhất với huyện Lái Thiêu thành huyện Thuận An, xã An Bình thuộc huyện Thuận An.
Ngày 29 tháng 8 năm 1994, giải thể xã An Bình để thành lập thị trấn Dĩ An.
Ngày 23 tháng 7 năm 1999, Chính phủ ban hành Nghị định số 58/1999/NĐ-CP. Theo đó, tái lập huyện Dĩ An trên cơ sở một phần diện tích và dân số của huyện Thuận An. Đồng thời, tái lập xã An Bình trên cơ sở 319 ha diện tích tự nhiên và 5.350 nhân khẩu của thị trấn Dĩ An.
Ngày 13 tháng 1 năm 2011, Chính phủ ban hành Nghị quyết số 04/NQ-CP về việc thành lập hai thị xã Dĩ An và Thuận An thuộc tỉnh Bình Dương. Theo đó, thành lập phường An Bình thuộc thị xã Dĩ An trên cơ sở toàn bộ diện tích và dân số của xã An Bình.
Sau khi thành lập, phường An Bình có 340 ha diện tích tự nhiên, dân số là 62.109 người.